# Breithorn
De Breithorn is een 4164 meter hoge berg in de Alpen, op de grens tussen Zwitserland en Italië, op de grens van Wallis en Piëmont tussen de Matterhorn in het westen en de Monte Rosa in het oosten. De Breithorn wordt door een gletsjer bedekt. Ten noorden van de Breithorn ligt het Mattertal met Zermatt. Ten zuiden van de top strekt zich het Valdostaanse Val d'Ayas uit.
De Breithorn wordt beschouwd als een van de gemakkelijkst te beklimmen vierduizenders van de Alpen. Dit is te danken aan de kabelbaan die vanuit Zermatt naar de 3870 meter hoge Klein Matterhorn gaat. Vanaf dit punt kan men over de gletsjer en een sneeuwwand met een helling van 35° de top betrekkelijk eenvoudig bereiken. Het weer kan op deze hoogte erg snel omslaan. Lawines en het dikke pak sneeuw op de bergkam kunnen ook voor gevaarlijke situaties zorgen.
De Breithorn werd voor het eerst beklommen in 1813 door Henry Maynard, Joseph-Marie Couttet, Jean Gras, Jean-Baptiste Erin en Jean-Jacques Erin.

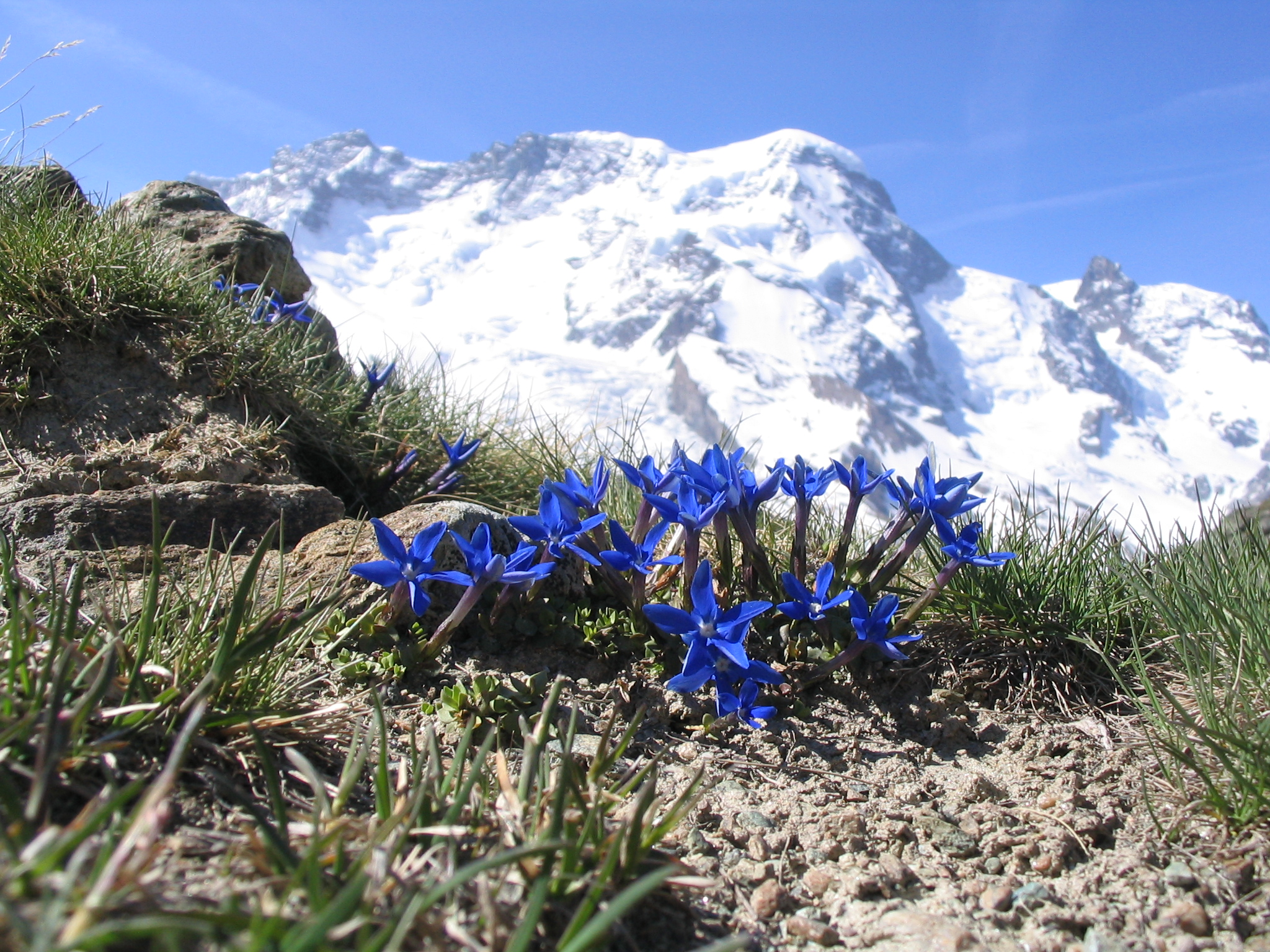
Breithorn met Gentiaan (Gentiana brachyphylla) op de voorgrond.